# Santuario regionale di Santa Maria nel Bosco
Immerso tra secolari abeti, si trova il  santuario regionale di Santa Maria nel Bosco, costruito nei pressi del luogo in cui san Bruno fece l'eremita. È distante due chilometri dalla Certosa di Santo Stefano.

## Descrizione
Nel piazzale, sulla destra, si trova "il laghetto", un piccolo bacino idrico costruito in granito in cui si vede una statua di San Bruno inginocchiato e immerso nell'acqua, a ricordo della consueta penitenza del Santo Patriarca. La fonte che alimenta il "laghetto" sgorga da una nicchia timpanata, datata 1645, con due profili maschili caratterizzati da un pronunciato ciuffo di capelli sulla fronte. Sulla sinistra, attraversato un piccolo ponte di legno, si nota una fontana in pietra, in parte seicentesca, sulla quale è incisa la data 1190. La grande scalinata che porta al Santuario, fu eseguita, invece, nel 1951 da un corso per scalpellini, su progetto di Giuseppe Maria Pisani (1927-2016). La facciata della chiesa fu ricostruita, dopo il terremoto del 1783, con pezzi di riporto. Da notare, nella nicchia sopra il grande finestrone centrale, un mezzobusto di San Bruno, di fattura popolare, databile alla fine del Settecento. Nell'interno della chiesa, si possono notare in una botola le ossa dei compagni di San Bruno. L'altare rivolto verso il pubblico è stato realizzato assemblando due seicenteschi stemmi certosini in marmo ed una mensa in granito. Sull'altare, una bella Madonna lignea dell'Ottocento di fattura napoletana. Nel coro un dipinto ottocentesco raffigurante San Bruno è copia della tardocinquecentesca tela conservata nella chiesa dell'Assunta a Terravecchia. 
Uscendo dalla chiesa ci si trova di fronte a un tempietto chiamato "dormitorio". Il termine "dormitorio" può essere una corruzione della parola “romitorio”, o riferirsi al luogo dove San Bruno prendeva il riposo notturno oppure al luogo della sua sepoltura. Attraverso una cancellata in ferro battuto si nota, in una grotta di pietra, una statua marmorea raffigurante San Bruno, tradizionalmente attribuita a Stefano Pisani uno scultore serrese del Settecento. A terra, invece, protetta da una ringhiera vi è la fossa, scavata nella roccia in cui fu sepolto il Santo.

## Galleria d'immagini

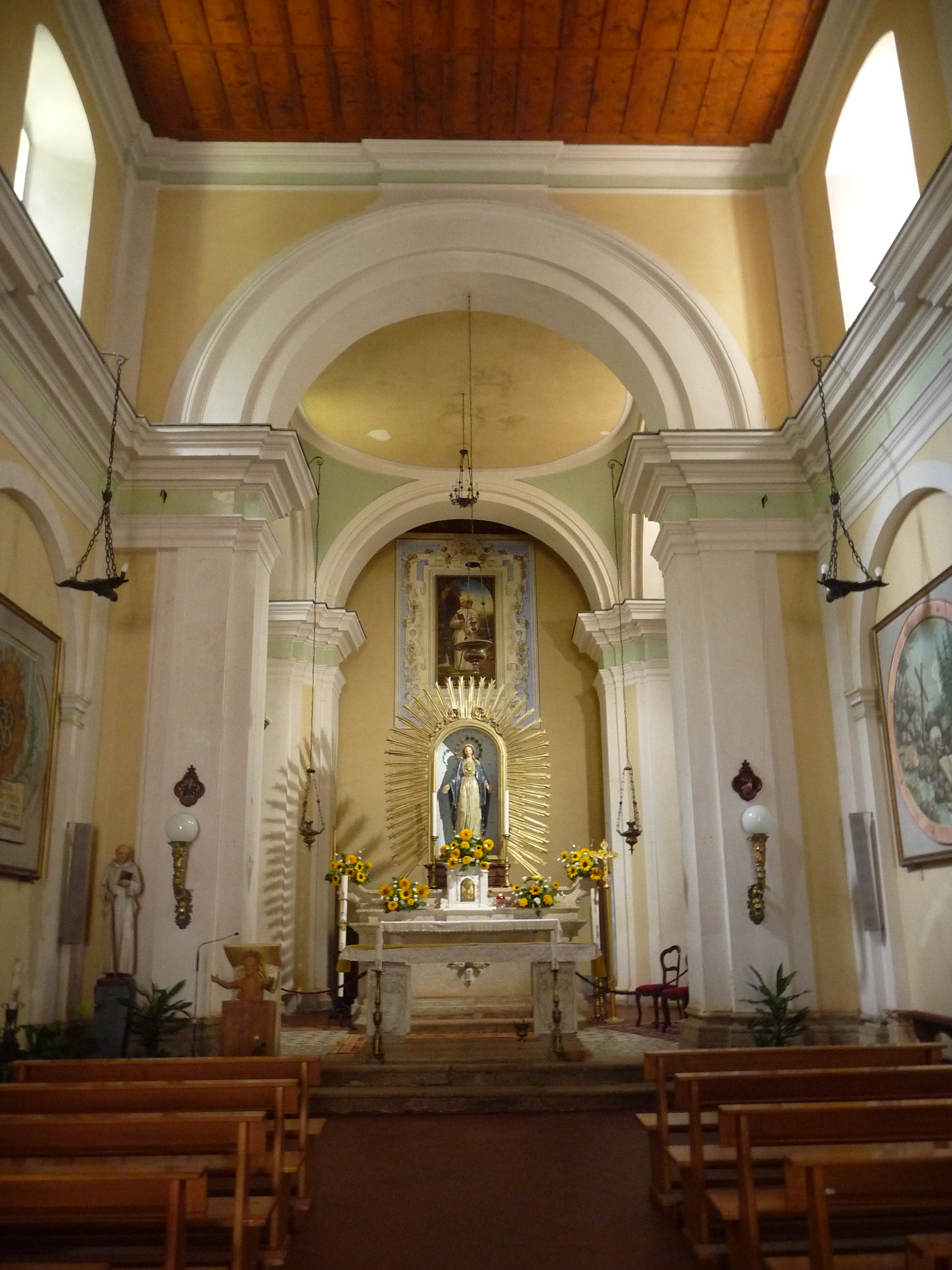
Interno della chiesa
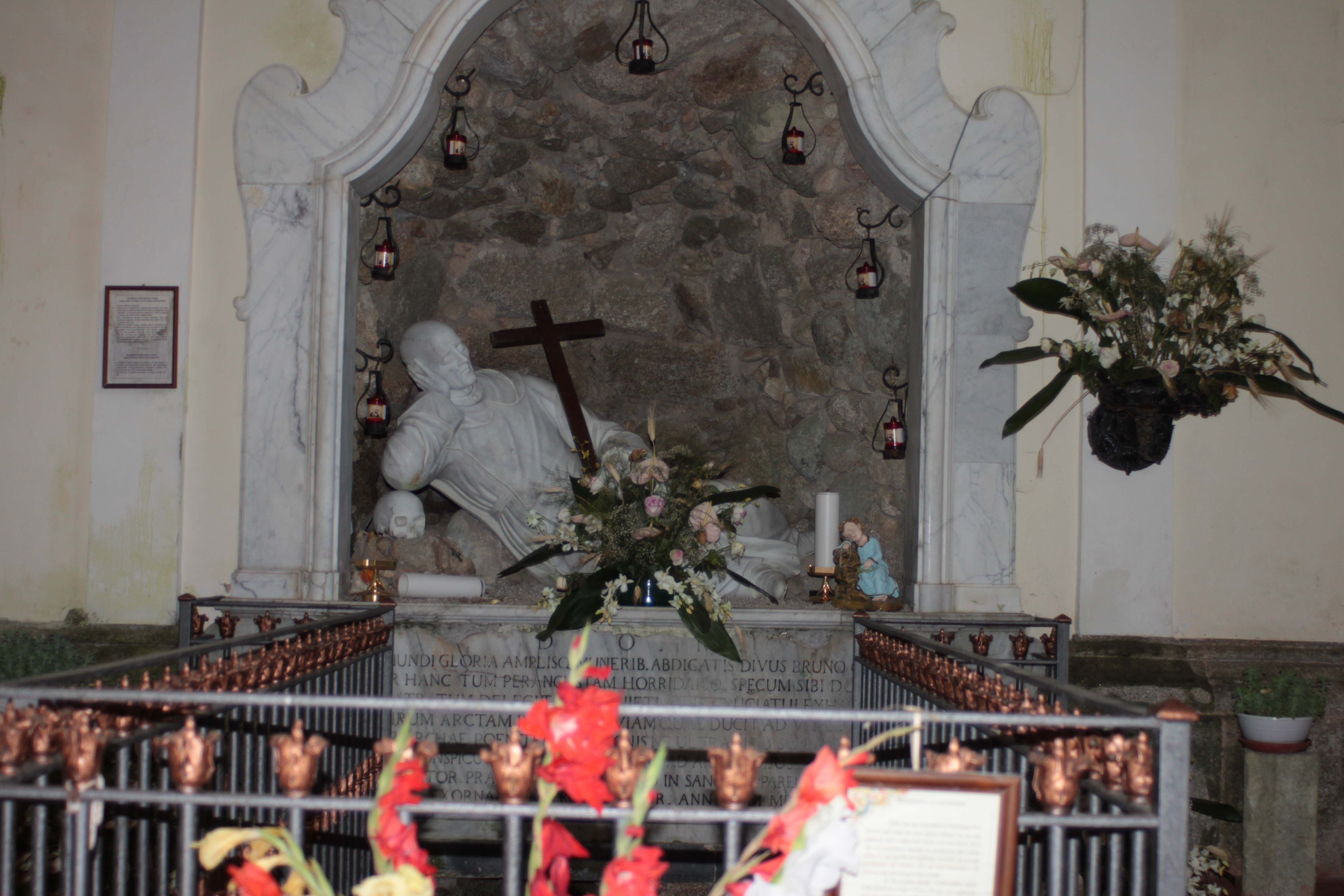
Statua di san Bruno nel dormitorio
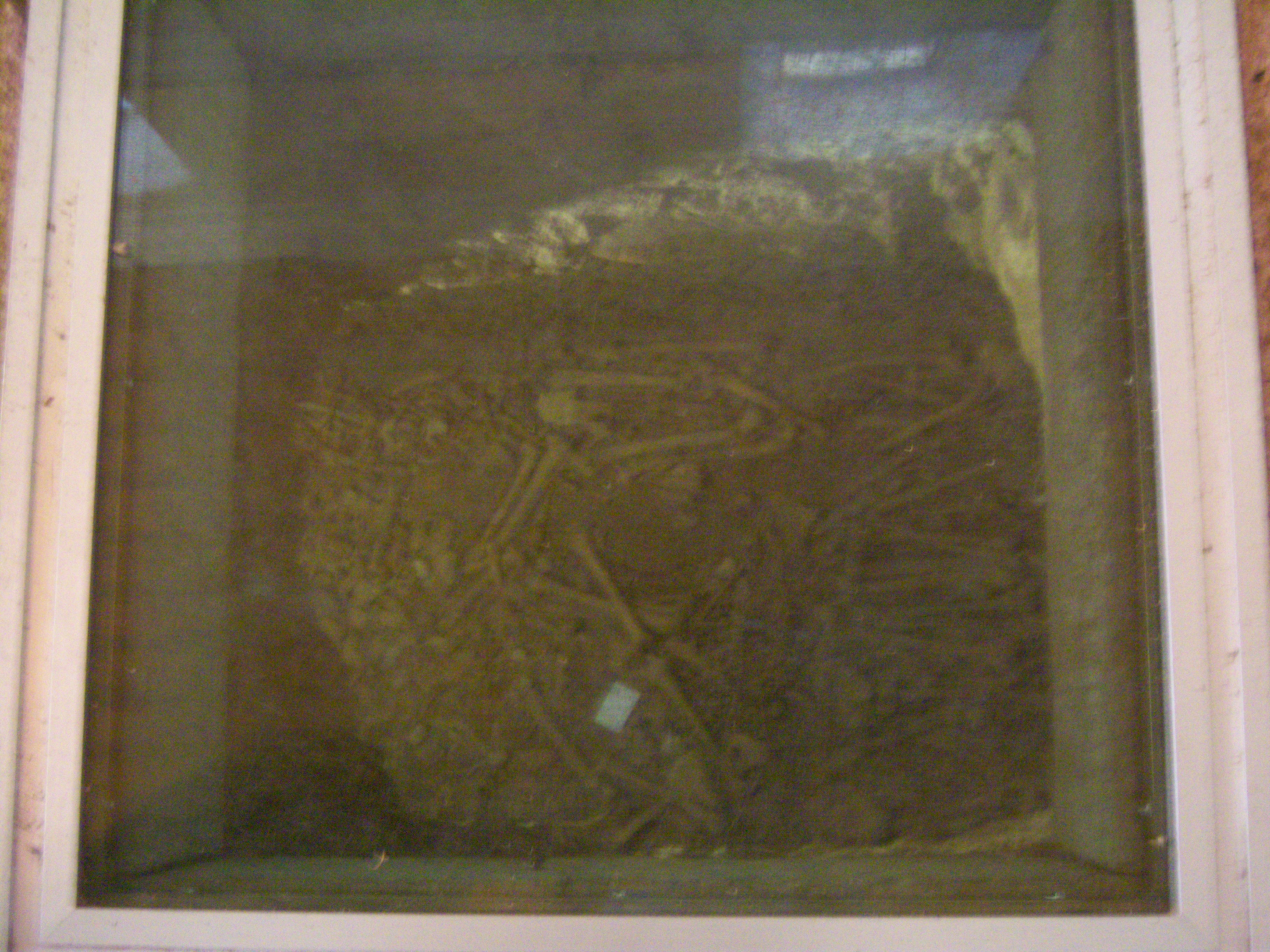
Ossario della chiesa
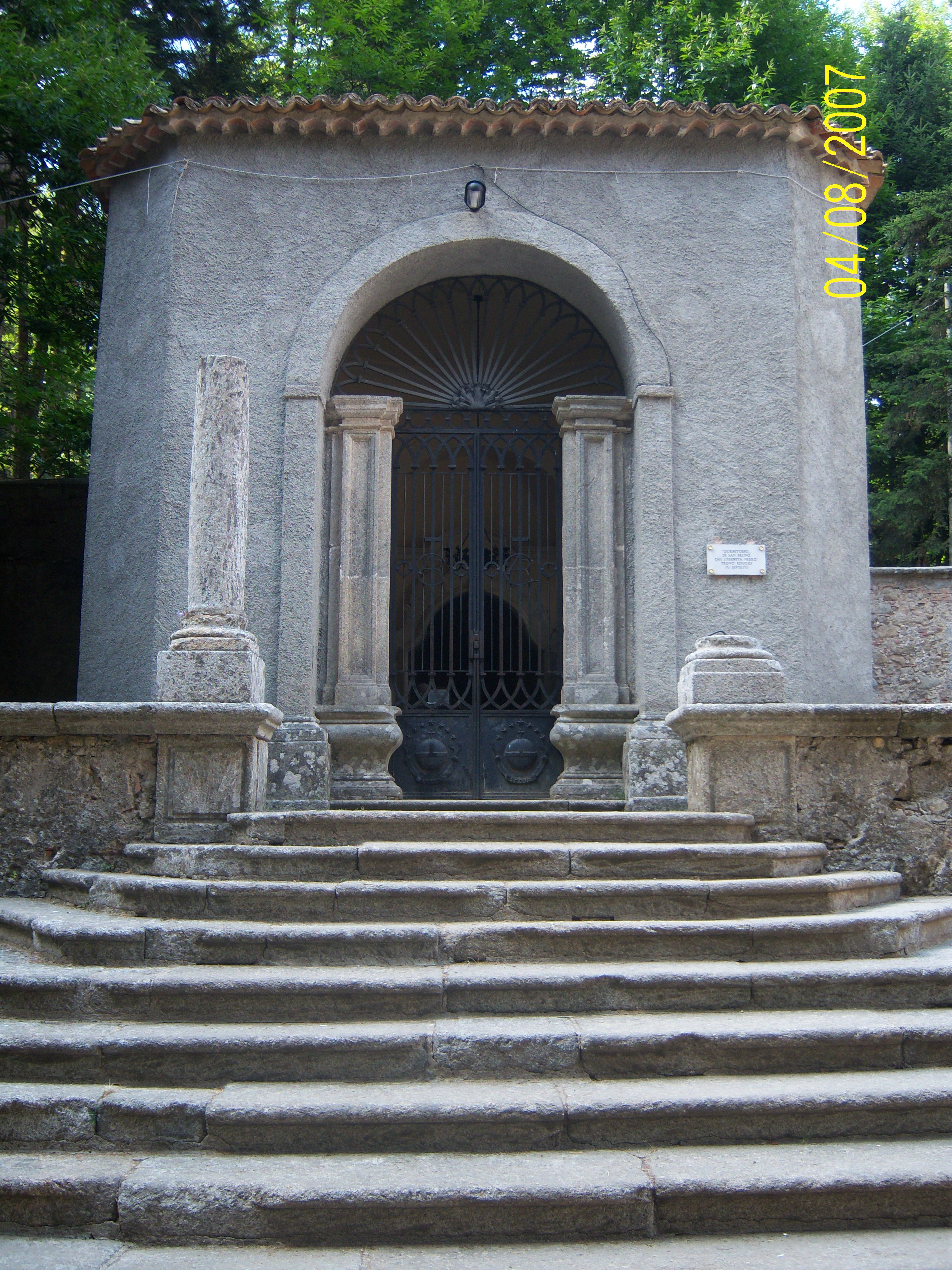
Dormitorio
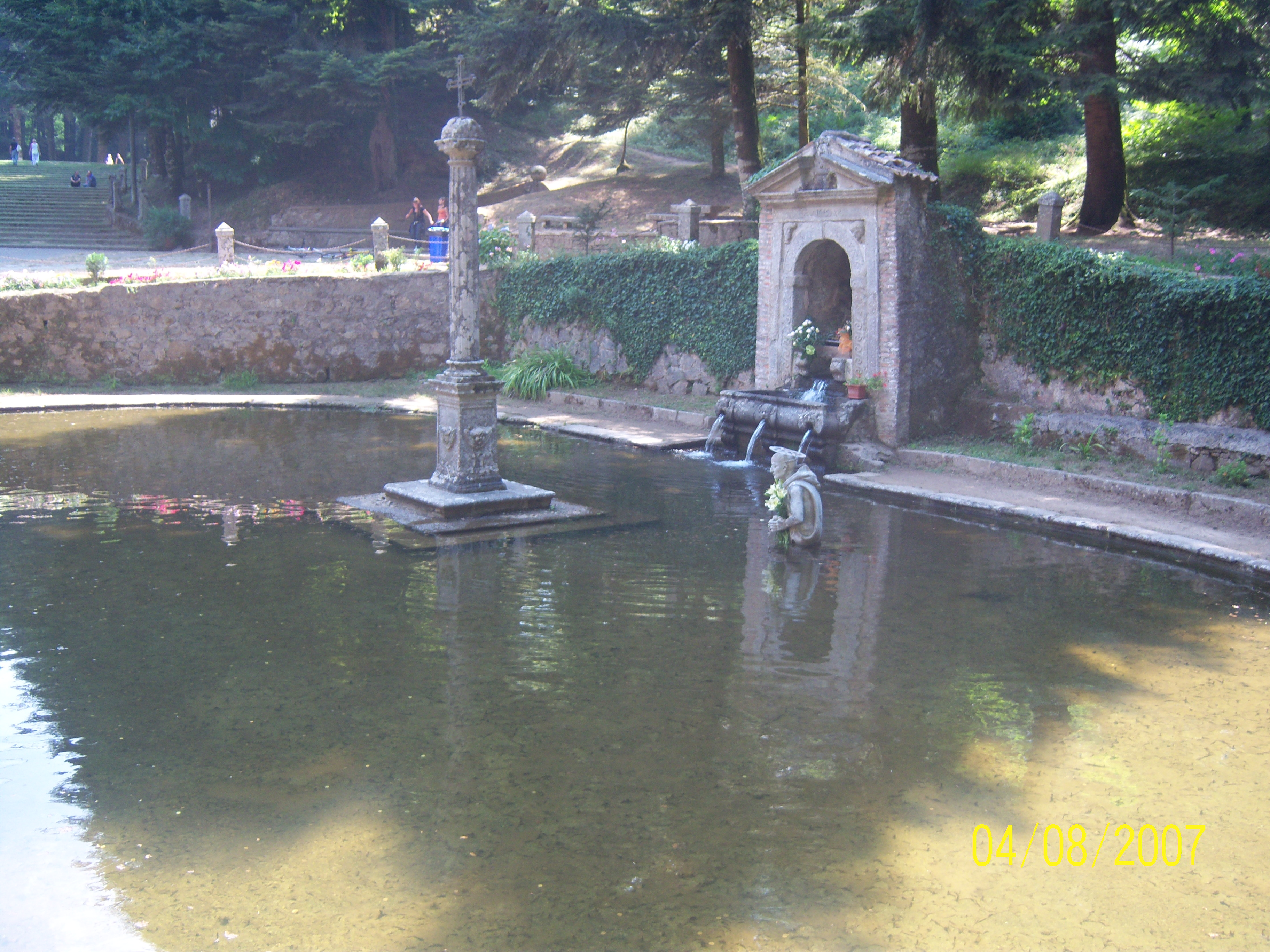
Laghetto delle penitenze
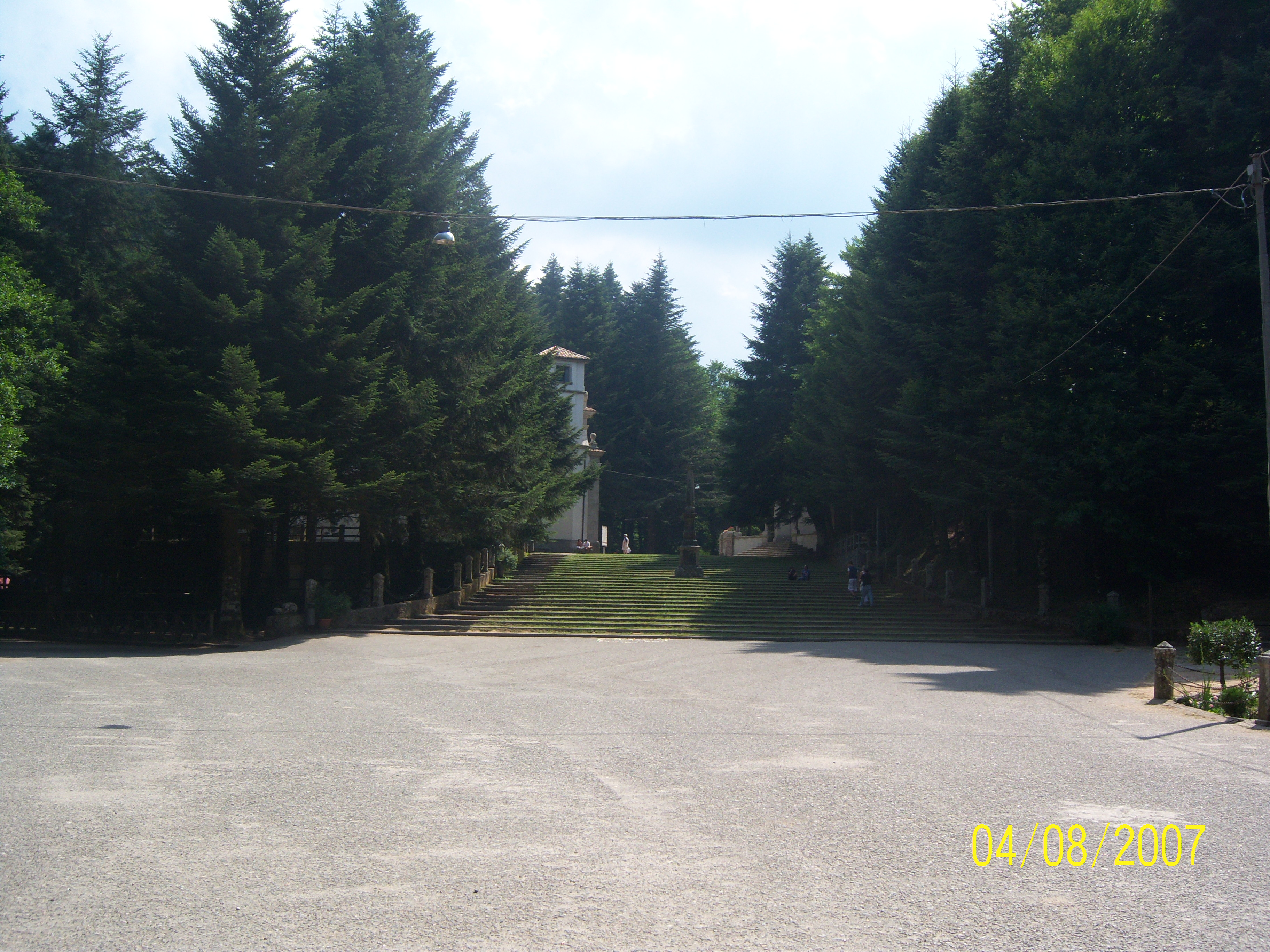
Piazza e scalinata del Pisani